# Olympische Jugend-Sommerspiele 2018/Teilnehmer (Spanien)
| Gelbes Symbol für Goldmedaillen mit stilisierten Olympischen Ringen | Graues Symbol für Silbermedaillen mit stilisierten Olympischen Ringen | Braundes Symbol für Bronzemedaillen mit stilisierten Olympischen Ringen |
| ------------------------------------------------------------------- | --------------------------------------------------------------------- | ----------------------------------------------------------------------- |
| 1                                                                   | 3                                                                     | 5                                                                       |

Die Jugend-Olympiamannschaft aus Spanien für die III. Olympischen Jugend-Sommerspiele vom 6. bis 18. Oktober 2018 in Buenos Aires (Argentinien) bestand aus 85 Athleten.

## Athleten nach Sportarten

### Badminton
| Mädchen - Elena Andreu Einzel: 17. Platz Mixed: 5. Platz (im Team Delta) | Jungen - Tomás Toledano Einzel: 17. Platz Mixed: 5. Platz (im Team Epsilon) |

### Basketball
Mädchen
- 3x3: 10. Platz
- Mama Dembele
Shoot-out: 36. Platz
- Estel Puiggros
Shoot-out: 32. Platz
- Anna Gamarra
- Marta García

### Beachhandball
Jungen
- Gold
- Domingo Luis
- David Martínez Rodríguez
- Carlos González Villegas
- Sergio Venegas
- Pau Ferré
- Guillermo García-Cabañas
- Adrián Bandera
- Sergio Pérez Manzanares
- Pedro Rodríguez Serrano

### Beachvolleyball
Mädchen
- Daniela Álvarez Mendoza
- Tania Moreno Matveeva
Mixed: 5. Platz

### Bogenschießen
| Mädchen - Elia Canales Einzel: Silber Mixed: 17. Platz (mit Tetsuya Aoshima Japan) | Jungen - José Manuel Solera Einzel: 9. Platz Mixed: Gold (mit Kyla Touraine-Helias Frankreich) |

### Fechten
Jungen
- Alonso Santa María
Säbel Einzel: 6. Platz
Mixed: 4. Platz (im Team Europa 3)

### Futsal
Mädchen
- Bronze
- Anna Muniesa
- Silvia García-Milla
- Teresa Montesinos
- Carolina Agulla
- Yarima Miranda
- Elia Gulli
- Noelia de las Heras
- Antonia Martínez
- Marta López-Pardo
- Antia Pérez

### Gewichtheben
| Mädchen - Irene Blanco Superschwergewicht: 5. Platz | Jungen - José Perales Bantamgewicht: 5. Platz |

### Golf
| Mädchen - Blanca Fernández Einzel: 18. Platz Mixed: 13. Platz | Jungen - David Puig Einzel: 14. Platz Mixed: 13. Platz |

### Inline-Speedskating
| Mädchen - Nerea Langa Kombination: 4. Platz | Jungen - Iván Galar Orrio Kombination: 12. Platz |

### Judo
| Mädchen - Eva Pérez Klasse bis 44 kg: 7. Platz Mixed: 5. Platz (im Team Nanjing) | Jungen - Javier Peña Klasse bis 66 kg: Bronze Mixed: Silber (im Team Athen) |

### Kanu
| Mädchen - Antia Otero Kanu-Einer Sprint: 5. Platz Kanu-Einer Slalom: 9. Platz | Jungen - Yoel Becerra Kanu-Einer Slalom: 9. Platz Kanu-Einer Sprint: Bronze |

### Leichtathletik
| Mädchen - Laura Pintiel 100 m: 21. Platz - Esperança Cladera 200 m: 10. Platz - Andrea Jiménez 400 m: 8. Platz - Lucía Sicre 800 m: 17. Platz - Isabel Velasco 100 m Hürden: 18. Platz - Carla García 400 m Hürden: Bronze - María González 2000 m Hindernis: 9. Platz - Ana Chacón Stabhochsprung: 13. Platz - María Vicente Dreisprung: Silber - Aitana Safont Hammerwurf: 9. Platz - Ana Pulgarín 5 km Gehen: 8. Platz | Jungen - Bernat Erta 400 m: 6. Platz - Eric Guzmán 800 m: 10. Platz - Hugo de Miguel 1500 m: 12. Platz - Ignacio Sáez 400 m Hürden: 11. Platz - Pol Oriach 2000 m Hindernis: 7. Platz - Artur Coll Stabhochsprung: 9. Platz - Yasiel Sotero Diskuswurf: 14. Platz |

### Moderner Fünfkampf
Mädchen
- Laura Heredia
Einzel: 6. Platz
Mixed: Bronze  (mit Kamil Kasperczak  Polen)

### Radsport
Jungen
- David Campos
- Carlos Canal
Kombination: 12. Platz

### Rudern
Mädchen
- Aina Prats
Einer: 16. Platz

### Schießen
Mädchen
- Gloria Fernández
Luftpistole 10 m: 17. Platz
Mixed: 17. Platz (mit Eldar Imankulov  Kasachstan)

### Schwimmen
| Mädchen - Andrea Galisteo 200 m Freistil: 24. Platz 400 m Freistil: 7. Platz 800 m Freistil: 10. Platz 4 × 100 m Freistil Mixed: 17. Platz - Tamara Frías 50 m Rücken: 6. Platz 100 m Rücken: 7. Platz 200 m Rücken: 10. Platz 4 × 100 m Freistil Mixed: 17. Platz - Cristina García 100 m Rücken: 16. Platz 200 m Rücken: 7. Platz - Alba Vázquez 100 m Brust: 21. Platz 200 m Brust: 5. Platz 200 m Lagen: 11. Platz | Jungen - Marcos Gil 200 m Freistil: 16. Platz 400 m Freistil: 13. Platz 800 m Freistil: 14. Platz 4 × 100 m Freistil Mixed: 17. Platz - Ferran Juliá 400 m Freistil: 22. Platz 800 m Freistil: 10. Platz 4 × 100 m Freistil Mixed: 17. Platz - Manuel Martos 50 m Rücken: 22. Platz 100 m Rücken: 5. Platz 200 m Rücken: Bronze - Ferran Siré 100 m Schmetterling: 32. Platz 200 m Schmetterling: 7. Platz |

### Segeln
| Mädchen - Nina Font Kiteboarding: Silber | Mixed - Eloisa Santacreu - Adrián Surroca Nacra 15: 8. Platz |

### Sportklettern
Jungen
- Mikel Linacisoro
Kombination: 17. Platz

### Taekwondo
Jungen
- Hugo Arillo
Klasse bis 55 kg: 5. Platz

### Tennis
Jungen
- Nicolás Álvarez Varona
Einzel: Achtelfinale
Doppel: 1. Runde
Mixed: 1. Runde (mit Sylvie Zünd  Liechtenstein)
- Carlos López Montagud
Einzel: 1. Runde
Doppel: 1. Runde
Mixed: Viertelfinale (mit Oxana Selechmetjewa  Russland)

### Triathlon
Jungen
- Igor Bellido
Einzel: 6. Platz
Mixed: Bronze  (im Team Europa 3)

### Turnen

#### Gymnastik
Mädchen
- Alba Petisco
Einzelmehrkampf: 11. Platz
Boden: 30. Platz
Pferd: 10. Platz
Stufenbarren: 14. Platz
Schwebebalken: 22. Platz
Mixed: Gold  (im Team Orange)

#### Trampolinturnen
| Mädchen - Marina Chavarría Einzel: 4. Platz Mixed: 6. Platz (im Team Weiß) | Jungen - Robert Vilarasau Einzel: 5. Platz Mixed: Silber (im Team Grün) |

#### Rhythmische Sportgymnastik
Mädchen
- Paula Serrano
Einzel: 15. Platz
Mixed: 7. Platz (im Team Rot)

### Wasserspringen
| Mädchen - Valeria Antolino Kunstspringen: 10. Platz | Jungen - Adrián Abadía Kunstspringen: 13. Platz |